# Vratislau I
Vratislau I —Vratislav I (txec)— (888 - 13 de febrer de 921) fou duc de Bohèmia, casat amb Drahomíra princesa de Lutitz. Fou el primer príncep cristià que governà aquell país, i s'esforçà a propagar-hi el cristianisme. Deixà, de la seva dona, dos fills, Venceslau i Boleslau, que regnaren successivament després d'ell.